# Stortjärnen (Idre socken, Dalarna, 686940-132700)
Stortjärnen är en sjö i Älvdalens kommun i Dalarna och ingår i Dalälvens huvudavrinningsområde.